# Bolivia en los Juegos Olímpicos de la Juventud 2014
Bolivia en los Juegos Olímpicos de la Juventud participará en los Juegos Olímpicos de la Juventud 2014 en Nankín, China.

## Deportistas
| Disciplina  | Deportistas |
| Atletismo   | 1           |
| Ciclismo    | 2           |
| Esgrima     | 1           |
| Natación    | 2           |
| Vóley playa | 2           |
| TOTAL       | 8           |

## Atletismo
Masculino
| Atleta                | Evento       | Cualificación | Cualificación | Final     | Final |
| Atleta                | Evento       | Distancia     | Lugar         | Distancia | Lugar |
| --------------------- | ------------ | ------------- | ------------- | --------- | ----- |
| José Miguel Ballivian | 10 km marcha |               |               |           |       |

## Ciclismo
Equipo
| Atletas                        | Evento          | Campo a través Eliminatoria | Campo a través Eliminatoria | Contrarreloj | Contrarreloj | Contrarreloj | BMX  | BMX    | Carrera Campo a través | Carrera Campo a través | Carrera Campo a través | Ciclismo en ruta | Ciclismo en ruta | Ciclismo en ruta | Puntos totales | Rank |
| Atletas                        | Evento          | Rank                        | Puntos                      | Tiempo       | Rank         | Puntos       | Rank | Puntos | Tiempo                 | Rank                   | Puntos                 | Tiempo           | Rank             | Puntos           | Puntos totales | Rank |
| ------------------------------ | --------------- | --------------------------- | --------------------------- | ------------ | ------------ | ------------ | ---- | ------ | ---------------------- | ---------------------- | ---------------------- | ---------------- | ---------------- | ---------------- | -------------- | ---- |
| Jhessica Herrera Maria Peinado | Equipo femenino | 28                          | 0                           |              |              |              |      |        |                        |                        |                        |                  |                  |                  | 0              |      |

Equipo mixto
| Atletas | Evento       | Campo a través Carrera femenina | Campo a través Carrera masculina | Masculino Carrera | Femenino Carrera | Tiempo total | Rank |
| ------- | ------------ | ------------------------------- | -------------------------------- | ----------------- | ---------------- | ------------ | ---- |
|         | Equipo mixto |                                 |                                  |                   |                  |              |      |

## Esgrima
| Atletas          | Evento         | Pool | Ronda de 16        | Cuartos de final | Semifinales | Final / 3°-4° puesto | Posición |
| ---------------- | -------------- | --- | ------------------ | ---------------- | ----------- | -------------------- | -------- |
| Dennisse Clavijo | Sable femenino | M Guillaume P 0 – 5 K Miyawaki P 0 – 5 A Huang P 2 – 5 G Cecchini P 0 – 5 F Pasztor P 1 – 5 S Massialas P 0 – 5 | F Pasztor P 5 – 15 | No avanzó        | No avanzó   | No avanzó            | 14       |

Equipo mixto
| Atletas | Evento       | Ronda de 16     | Cuartos de final | Semifinales / 5°-8° reclasificación | Final / 3°-4° puesto | Posición |
| Atletas | Evento       | Rival Resultado | Rival Resultado  | Rival Resultado                     | Rival Resultado      | Posición |
| ------- | ------------ | --------------- | ---------------- | ----------------------------------- | -------------------- | -------- |
|         | Equipo mixto |                 |                  |                                     |                      |          |

## Natación
Masculino
| Atleta           | Evento             | Preliminar | Preliminar | Semifinal | Semifinal | Final     | Final     |
| Atleta           | Evento             | Tiempo     | Posición   | Tiempo    | Posición  | Tiempo    | Posición  |
| ---------------- | ------------------ | ---------- | ---------- | --------- | --------- | --------- | --------- |
| José Quintanilla | 50 metros libre    | 24,61      | 30.°       | No avanzó | No avanzó | No avanzó | No avanzó |
| José Quintanilla | 50 metros mariposa | 26,17      | 33.°       | No avanzó | No avanzó | No avanzó | No avanzó |

Femenino
| Atleta            | Evento             | Preliminar | Preliminar | Semifinal | Semifinal | Final     | Final     |
| Atleta            | Evento             | Tiempo     | Posición   | Tiempo    | Posición  | Tiempo    | Posición  |
| ----------------- | ------------------ | ---------- | ---------- | --------- | --------- | --------- | --------- |
| María José Ribera | 50 metros libre    |            |            |           |           |           |           |
| María José Ribera | 50 metros mariposa | 29,53      | 28.°       | No avanzó | No avanzó | No avanzó | No avanzó |